# Tidsdokumentet

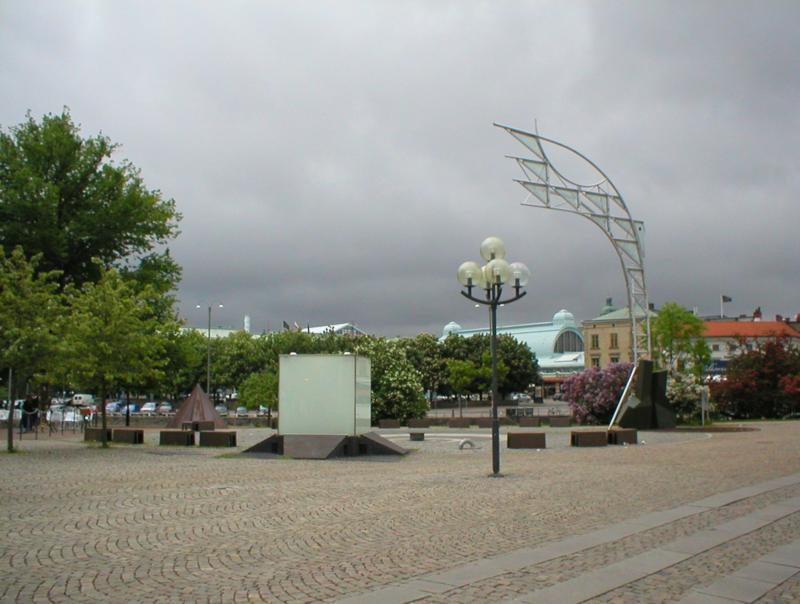
Tidsdokumentet år 2005.

Tidsdokumentet, också känt som Millenniemonumentet, är ett monument på Millennieplatsen vid norra änden av Kungsportsavenyn i centrala Göteborg.  Tidsdokumentet är Sveriges nationella minnesmärke för tusenårsskiftet (1999/2000), som Chalmers tekniska högskola utformat och uppfört på uppdrag av Millenniekommittén med stöd från Knut och Alice Wallenbergs stiftelse, Stiftelsen Framtidens kultur, Göteborgs kommun och flera donatorer. Monumentet består av en kon, en mast och en kub, som kan visa ljud-, ljus- och bildspel. Det invigdes av kungen den 20 december 1999.
Monumentet har efterhand förfallit. Chalmers är alltjämt ägare till monumentet, men tog all teknik (ljus och ljud) ur bruk eftersom man inte vill ansvara för drift eller skötsel, utan anser att kommunen ska ta över ansvaret. Tidsdokumentets domännamn, tidsdokument.org, är sedan år 2003 registrerat av en pornografiförmedlare i USA.
I slutet av år 2005 har kuben åter tagits i bruk och visar bildspel. Förhandlingar om framtida skötsel pågår.[när?]